# Паулу-Жасинту
Паулу-Жасинту (порт. Paulo Jacinto) — муниципалитет в Бразилии, входит в штат Алагоас. Составная часть мезорегиона Сельскохозяйственный район штата Алагоас. Входит в экономико-статистический микрорегион Палмейра-дуз-Индиус.